# Kalophrynus palmatissimus
Kalophrynus palmatissimus är en groddjursart som beskrevs av Ruth Kiew 1984. Kalophrynus palmatissimus ingår i släktet Kalophrynus och familjen Microhylidae. IUCN kategoriserar arten globalt som starkt hotad. Inga underarter finns listade i Catalogue of Life.